# Narsampet
Narsampet, en télougou : నర్సంపేట మండలం, est une ville de l'État du Telangana en Inde.